# Henrike Meiforth
Henrike Meiforth (* 27. Juni 1987) ist eine deutsche Fußballspielerin.

## Karriere
Meiforth begann beim FC Flethsee mit dem Fußballspielen. Über die Schleswig-Holsteinische Landesauswahl kam sie zur Saison 2003/04 zum damaligen Bezirksligisten Heider SV, mit dem sie gleich in ihrem ersten Jahr in die Verbandsliga aufstieg. Im Sommer 2005 folgte der Wechsel zum SV Neuenbrook/Rethwisch, von wo aus sie 2009 zum Zweitligisten Hamburger SV II wechselte. Dort avancierte sie sofort zur Stammspielerin und gewann mit ihrer Mannschaft in der Saison 2010/11 die Meisterschaft in der 2. Bundesliga Nord.
Nachdem bereits am 6. Februar 2011 (18. Spieltag) beim 1:0-Erfolg gegen die SG Essen-Schönebeck erstmals in der Bundesliga zum Einsatz gekommen war, unterschrieb sie zur Saison 2011/12 einen Vertrag für das Bundesligateam, für das sie in dieser Spielzeit zu 14 Einsätzen kam. Am 26. Februar 2012 (13. Spieltag) erzielte sie bei der 1:3-Auswärtsniederlage beim FCR 2001 Duisburg mit dem Treffer zum zwischenzeitlichen 1:2 ihr einziges Bundesligator. Nach dem freiwilligen Rückzug Hamburgs aus der Bundesliga im Sommer 2012 endete auch Meiforths Engagement beim HSV.

## Erfolge
- Meister 2. Bundesliga Nord 2010/11 (mit dem Hamburger SV II)